# Limnophilomyia transvaalensis
Limnophilomyia transvaalensis är en tvåvingeart som beskrevs av Alexander 1958. Limnophilomyia transvaalensis ingår i släktet Limnophilomyia och familjen småharkrankar. Inga underarter finns listade i Catalogue of Life.